# 伯恩哈德 (巴登王子)
伯恩哈德·马克斯·弗里德里希·奥古斯特·古斯塔夫·路易斯·克拉夫特（德語：Bernhard Max Friedrich August Gustav Louis Kraft，1970年5月27日—），巴登藩侯，巴登大公家族首領。

## 生平
伯恩哈德是巴登藩侯，巴登大公家族首領馬克西米利安与妻子哈布斯堡-洛林的瓦萊麗·伊莎贝拉的长子，生于萨勒姆。他是英国已故爱丁堡公爵菲利普亲王的外甥孫；他的父親與英國國王查爾斯三世是表兄弟。
在父親馬克西米利安去世後，伯恩哈德成為巴登家族的首領，並繼任名義上的巴登藩侯。

## 婚姻与子女
伯恩哈德2001年6月22日在萨勒姆与斯蒂芬妮·安妮·考尔（Stephanie Anne Kaul）结婚，婚后有三子：
- 长子利奥波德·伯恩哈德·马克斯·米夏埃尔·恩斯特-奥古斯特·弗里德里希·纪尧姆（Leopold Bernhard Max Michael Ernst-August Friedrich Guillaume，2002年5月18日生），伯恩哈德的继承人。
- 次子弗里德里希·伯恩哈德·利奥波德·克里斯蒂安·贝托尔德·克里斯托弗（Friedrich Bernhard Leopold Christian Berthold Christoph，2004年3月9日生）
- 三子卡尔-威廉·伯恩哈德·马克斯·亚历山大·恩斯特-奥古斯特·海因里希-多纳图斯·马提亚斯（Karl-Wilhelm Bernhard Max Alexander Ernst-August Heinrich-Donatus Mathias，2006年2月11日生）